# Kristine Samuelson
Kristine Sarah Samuelson (* 25. Dezember 1949 in San Francisco) ist eine US-amerikanische Filmproduzentin, Filmregisseurin und Filmschaffende, die zusammen mit ihrem Ehemann John Haptas vor allem wegen beider Dokumentarfilme von sich reden machte.

## Biografie
Samuelson absolvierte an der Stanford University ein Studium im Filmbereich. Sie ist emeritierte Edward Clark Crossett-Professorin für humanistische Studien und unterrichtet seit über dreißig Jahren im Bereich Dokumentarfilm- und Videoprogramm. Zudem ist sie, ebenso wie ihr Mann, selbst Dokumentarfilmerin. Beide lernten sich an der Uni kennen. Zusammen mit ihrem Mann war Samuelson im Bereich Bildende Kunst zudem an der University of Melbourne tätig.
Bereits 1976 war Samuelson zusammen mit Jon Else und Steven Kovacs für einen Oscar für den gemeinsamen Dokumentar-Kurzfilm Arthur and Lillie, eine Biografie über Arthur und Lillie Mayer in der Anfangszeit von Hollywood, nominiert. Für die Fernsehreihe Underground Zero drehte Samuelson 2002 gemeinsam mit Haptas die Folge The World as We Know It.
Haptas und Samuelson drehten etliche Dokumentarfilme zu verschiedenen Themen gemeinsam, in denen es beispielsweise um Tourismus in Paris (Empire of the Moon, 1991), den Vietnamkrieg (Riding the Tiger, 1999) oder Obdachlosigkeit (The Days and the Hours, 2006) ging. Mit ihrem vielfach ausgezeichneten Film Tokyo Waka (2012), einem Porträt von Tokio und über die Krähen der Stadt, waren sie weltweit auf Festivals unterwegs. Der Film wurde in New York beim Film-Forum sowie in Toronto und Seattle gezeigt.  In ihrer romantischen Kurzdokumentation Barn Dance von 2013 zeigten sie ein Paar, das im Licht und Schatten einer alten Scheune einen Pas de deux tanzt. Auch ihr 2019 erschienener Dokumentarfilm Vom Leben überholt, der sich mit einem Phänomen auseinandersetzt, das erstmals bei Flüchtlingskindern in Schweden beobachtet wurde, erregte Aufmerksamkeit, da diese traumatische Erkrankung bisher weitgehend unbekannt war. Neben mehreren Preisen ist der Film auch in der Kategorie „Bester Dokumentar-Kurzfilm“ für einen Oscar in der 92. Verleihung im Februar 2020 nominiert worden.
Kristine Samuelson ist Professorin an der Stanford University, wo sie den Lehrstuhl für Kunst und Kunstgeschichte innehatte  und den Studiengang Film und Medien leitete. Sie ist außerdem Mitglied der Academy of Motion Picture Arts and Sciences. Ihre Arbeit wird unterstützt durch Künstlerstipendien der Cité Internationale des Arts Paris, vom Victoria College of Art in Melbourne, der US-Japan Friendship Commission und dem California Arts Council.

## Filmografie (Auswahl)
- 1975: Arthur and Lillie (Dokumentar-Kurzfilm; Produzentin)
- 1995: Gravediggers (Dokumentar-Kurzfilm; Tonmeisterin)
- 1996: Shaving the Castro (Dokumentar-Kurzfilm; Fakultätsberaterin)
- 1998: Reinvention (Dokumentar-Kurzfilm; Beraterin)
- 2000: This Is for Betsy Hall (Kurzfilm; Fakultätsberatrin)
- 2002: Underground Zero (Segment: The World as We Know It; Regie)
- 2006: The Days and the Hours (Video-Dokumentarfilm; Produzentin, Regie, Editor, Tonmischung)
- 2006: Independent Lens (Dokumentarserie, Folge Paris 1951; Beraterin)
- 2008: I Can See Everything (Dokumentar-Kurzfilm; Co-Produzentin, Regie)
- 2009: P.O.V. (Dokumentarserie, Folge P.O.V. Shorts Program; Beraterin)
- 2011: Numbers of the Day (Dokumentar-Kurzfilm; Editor, digitale Effekte, Tonmischung)
- 2012: Tokyo Waka (Video-Dokumentarfilm; Co-Produzentin, Co-Regie, Tonoperator, zusätzliche Fotografie)
- 2012: Bug People (Dokumentar-Kurzfilm; Fakultätsberaterin)
- 2013: Barn Dance (Dokumentar-Kurzfilm; Regie)
- 2017: Filmmakers Unite (FU) (Dokumentarfilm; Produzentin)
- 2019: Vom Leben überholt (Life Overtakes Me, Dokumentar-Kurzfilm; Produzentin, Regie, Editor und im Bereich Ton)

## Auszeichnungen (Auswahl)
– Nominiert … –
- 1976: Oscarverleihung 1976
für den Oscar in der Kategorie „Bester Dokumentar-Kurzfilm“ zusammen mit Jon Else und Steven Kovacs
- 2000: International Documentary Association
für den Video Source Award zusammen mit John Haptas
- 2014: San Francisco International Film Festival
für den Golden Gate Award zusammen mit John Haptas und Amy Seiwert für den Kurzdokumentarfilm Barn Dance
- 2019: Sundance Film Festival
für den Großen Preis der Jury im Bereich „Kurzfilm“ zusammen mit John Haptas für Vom Leben übeholt
- 2020: Oscarverleihung 2020
für den Oscar in der Kategorie „Bester Dokumentar-Kurzfilm“ zusammen mit John Haptas

– Ausgezeichnet … –
- 2001: Florida Film Festival
mit dem Großen Preis der Jury in der Kategorie „Bester Kurzfilm“ zusammen mit John Haptas
- 2019: Full Frame Documentary Film Festival
mit dem Audience Award zusammen mit John Haptas für Vom Leben überholt
- 2019: Chicago Critics Film Festival
mit dem Audience Award zusammen mit John Haptas für Vom Leben überholt